# Wilhelm Josef Gerhards

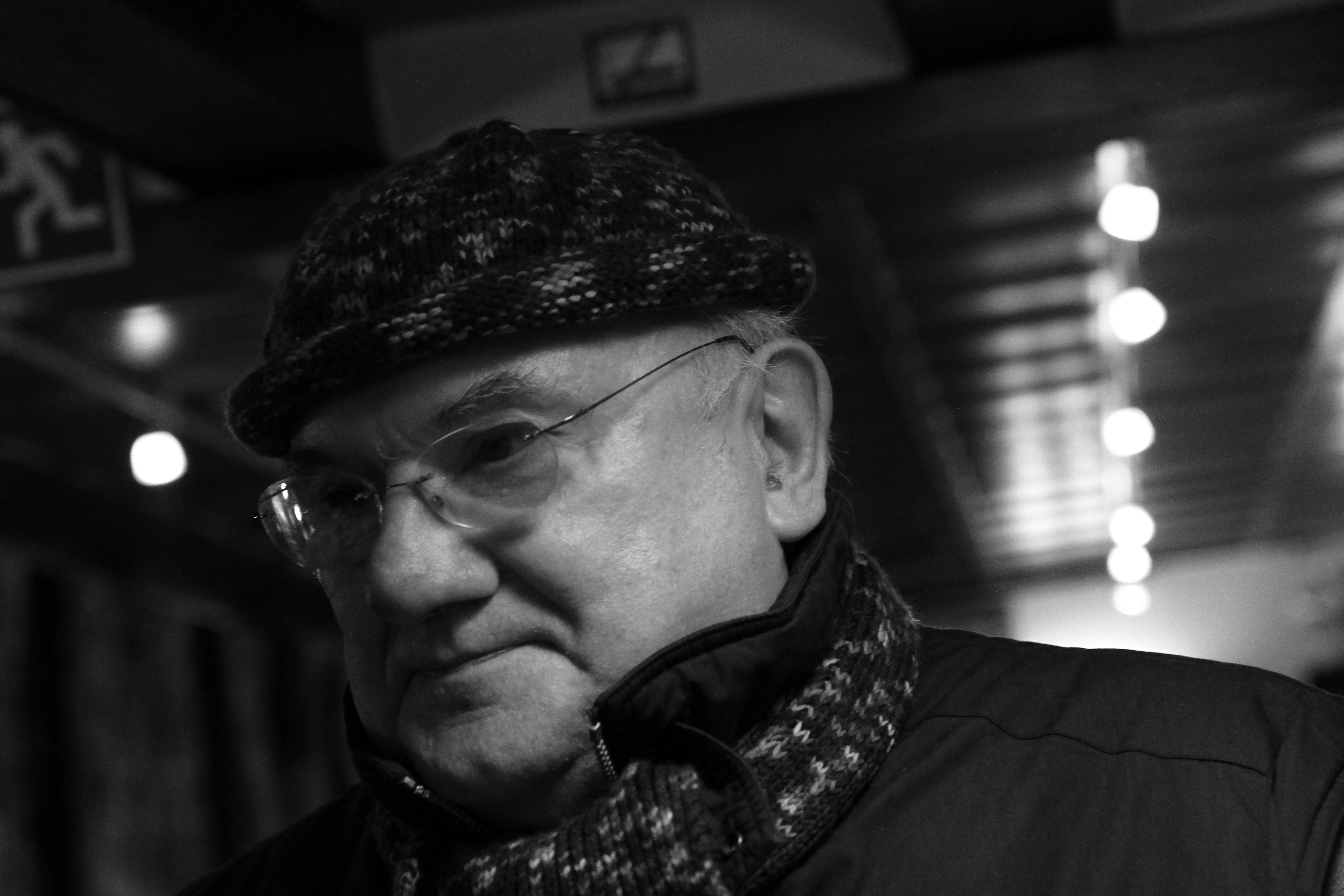
Wilhelm J. Gerhards

Wilhelm J. Gerhards (als Autor auch William J. Gerhards; * 21. Januar 1943 in Mönchengladbach-Rheindahlen) ist ein deutscher Schriftsteller und Journalist.

## Leben
Nach einer Ausbildung im Gerling-Konzern in Düsseldorf studierte Gerhards im Präsenz- um Distanz-Studium in Zürich Wirtschaftswissenschaften zum Diplom-Kaufmann, Journalistik und Philosophie. Seit 1990 war er als freier Versicherungsmakler tätig.
In den 1980er bis Anfang der 1990er Jahre nahm er an den Literaturseminaren des Schriftstellers Walter Kempowski als Hörer und gelegentlich als Dozent in dessen Haus Kreienhoop (Krähennest) bei Nartum teil. Im Jahre 1987 wurde er Mitglied im Deutschen Journalisten-Verband. Seit 2011 engagierte sich Gerhards in der Initiative „Stimme der Nichtwähler“. Seit 2017 ist er Mitglied der Reporter ohne Grenzen als freiberuflicher Journalist.   

Gerhards lebt und arbeitet in Bad Pyrmont.

## Werk
Seit 1961 schreibt er Prosa, Theaterstücke, Lyrik und später, von 1989 bis 2010, gesellschafts- und sozialkritische Texte, deren Zeitraum er als „Epoche der Wirklichkeit“ bezeichnet. Mit 18 Jahren erschienen seine ersten Veröffentlichungen in der Rhein/Ruhr-Zeitung in Düsseldorf. Es folgten Prosaveröffentlichungen in Zeitungen und 104 Erzählungen in 104 Anthologien deutschlandweit. In den 1980er und 1990er Jahren hat er Dichterlesungen in Süddeutschland, Österreich und der Schweiz gehalten. Die Lesungen waren großteils als „Jazz mit / für Lyrik und Prosa“ veranstaltet. Von 1993 bis 2002 lebte Gerhards überwiegend in Paris und schrieb für Printmedien und Radio und verfasste Essays über Themen aus dem Bereich Kunst und Kultur.
1990 erschien der Lyrik-Band Atemstösse-Hauchweisen, der Gedichte von 1961 bis 1989 enthält und wofür er 1991 den Literaturpreis der Autorengalerie Weinstadt erhielt. Ebenfalls 1991 erhielt Gerhards den Literaturpreis des Textwettbewerbs mit dem Thema: „Eine neue Hymne für eine ‚neue‘ Zeit, für ein vereintes Deutschland, und, ‚ich möchte wieder eine 1. Strophe singen‘.“

## Auszeichnungen
- Literaturpreis der Autorengalerie Weinstadt (1991)
- Literaturpreis für Lyrik (Bottroper Autorentage, 1991)[1]
- Literaturpreis des Text-Wettbewerbs: Neue Hymne nach Wiedervereinigung? (1991)

## Veröffentlichungen
- Wilhelm J. Gerhards: Atemstösse, Hauchweisen. Ausgewählte Gedichte 1961–1989. Nachwort von Prof.

Juliane Eckhardt. Aachen: Karin Fischer  1990. ISBN 3-927854-48-4, Förderung von aussen, von Lyrik-Interresenten.
- Was die Niers uns flüstert. Geschichten und Anekdoten aus dem alten Mönchengladbach, Rheydt, Wickrath, Rheindahlen. Wartberg-Verlag, Gudensberg-Gleichen 2008, ISBN 978-3-8313-1927-5.
- Schrei, wenn Du kannst! Weiße Rose 2010 – Lieber wie Feuer und Eis sein/Zyklon-B-Atemstöße: Texte aus den Gaskammern des Zeitgeistes. Shaker Verlag, 2010, ISBN 978-3-86858-559-9 (Buch mit CD).
- William J. Gerhards, Auf dem Weg zu den Gladiolen" Untertitel: "Atmen ist eine Reise, an deren Ende ein großer Zauberer steht (Ausgewählte Prosa, Shaker media-Verlag), 2022, ISBN 978-3-95631-940-2.